# Ritratto di Vercellino Olivazzi
Il ritratto di Vercellino Olivazzi o ritratto di un uomo vecchio è un dipinto a olio su tela realizzato da Giovan Battista Moroni e conservato in deposito presso il Rijksmuseum di Amsterdam.

## Storia
Gli Olivazzi furono un'antica famiglia proveniente da Alessandria e che migrando diede origine a diversi rami tra cui quello milanese che abitava Palazzo Olivazzi. 
Il dipinto, nel 1900, era di proprietà della contessa Giulia Olivazzi (1849-1922) figlia di Filippo e di Enrica Ragazzi che aveva sposato il 2 agosto 1876 Luigi Lupi residente a Bergamo. La commissione del dipinto al Moroni da parte della famiglia Olivazzi non trova conferma, anche se certa l'identificazione del soggetto in Vercellino Olivazzi, senatore a Bergamo nel XVI secolo.

Il dipinto del Moroni ebbe diversi passaggi di proprietà. Dopo esser alienato dalla famiglia Lupi venne esposto la prima volta nel 1909. Nel 1911 a Parigi presso la Galleria Sedelmeyer venendo acquistato dal collezionista Friedrich Ludwig von Gans. La tela fu presentata alla Galleria Bachstitz de L'Aia e l'anno successivo acquistata dal museo Mauritshuis che nel 1948 la cedeva in deposito presso il Rijksmuseum, museo che si riservò l'assegnazione dell'opera al pittore bergamasco.
Il ritratto fu attribuito al Moroni per la prima volta da Adolfo Venturi. Gertrud Lendorff lo considerò un lavoro della bottega del Moroni, ma non risulta che questi avesse mai avuto una bottega. Il dipinto fu eseguito dall'artista albinese durante il suo soggiorno nel paese natale quando dovette allontanarsi da Bergamo causa i gravi eventi che avevano coinvolto alcune famiglie nobili a lui vicine. Il periodo d'esilio fu però per l'artista molto importante per raggiungere quella maturità artistica che lo rese tra i migliori artisti bergamaschi del XVI secolo.

## Descrizione
La tela raffigura un uomo a mezzo busto di forte impatto visivo. Il nero dell'abito e il grigio dello sfondo concentrano tutta la luce sul volto del personaggio. I chiaroscuti tipici del pittore bergamasco. Questa è la caratteristica che non porrebbe dubbi sull'aggiudicazione dell'opera. 
Il personaggio raffigurato ha un'età matura e un'aria distinta, dall'espressione molto intensa di chi è consapevole che il ritratto sarà il modo di presentarsi agli altri, nel presente e anche nella storia, era infatti questo il modo con cui la nobiltà si faceva conoscere. Il bianco dei baffi che coprono il labbro superiore, e della barba curata, che cade sulla gorgiera della camicia, sono la principale fonte di luce. Un nero mantello copre completamente il soggetto, concedendo l'apertura solo sulle mani. La destra tiene il bracciolo di un'invisibile sedia, da qui si deduce che il soggetto è seduto. La mano sinistra trattiene quella che sembra la custodia di documenti. Il capo è coperto da un cappello nero che delinea un'ombra scusa sulla fronte, per poi accendersi nella luce che illumina proprio la fronte e la parte alta del volto.

 L'uomo raffigurato diventa una persona conosciuta, una persona dalla fisionomia unica ma comune. Il ritratto pare staccarsi del fondo prendendo una terza dimensione che rende l'opera di alto valore artistico